# Ciprian Deac
Ciprian Ioan Deac, född 16 februari 1986 i Dej, är en rumänsk fotbollsspelare som spelar för rumänska CFR Cluj. Han representerar även Rumäniens landslag.